# متعب العنزي
متعب محمد العنزي هو لاعب كرة قدم سعودي.

## مسيرة اللاعب
لعب سابقاً في الفئات السنية في نادي النصر و لعب بعدها مع نادي النجمة ونادي عرعر ونادي الصقور ونادي جرش.